# 归城城址
归城城址，位于山东省龙口市市区东南22公里归城姜家村东，莱山北麓。西周至春秋时期的古城城址，传为春秋时期莱国都城遗址。鲁襄公六年（前567年）莱国被齐国所灭。20世纪50年代尚残存断垣遗迹，分为外城和内城。现存内城西垣遗址土堆。外城在莱山北麓与凤凰山南、烟台顶、城子顶之间。城内多大型古墓葬。1951-1973年间多次发掘出土带铭文铜器及车马坑，坑内硃涂地面，有马骨、马衔车饰等。